# Epiphragma (Epiphragma) ocellare
Epiphragma (Epiphragma) ocellare is een insect uit de familie van de steltmuggen (Limoniidae). De soort komt voor in het Palearctisch en Nearctisch gebied.